# Pattada
Pattada ist eine italienische Gemeinde (comune) mit 2827 Einwohnern (Stand 31. Dezember 2023) in der Metropolitanstadt Sassari auf Sardinien. Die Gemeinde liegt etwa 65 Kilometer südöstlich von Sassari am Monte und Lago Lerno. Pattada grenzt an die Provinz Nuoro.
Im Ort liegt der teilweise verschüttete Nuraghe Lerno.

## Verkehr
Die Gemeinde wird von der Strada Statale 128bis Centrale Sarda durchquert. Daneben führt noch die Strada Statale 389dir di Buddusò e del Correboi durch Pattada.

## Söhne und Töchter der Gemeinde
- Giovanni Angelo Becciu (* 1948), Kurienkardinal